# Liste der Länderspiele der mauritischen Fußballnationalmannschaft

Logo des Mauritius Football Association

Diese Liste enthält alle offiziellen A-Länderspiele der Mauritische Fußballnationalmannschaft.

## 1940 bis 1949
| Nr. | Datum      | Gegner     | Resultat | Anlass       | Austragungsort | Bemerkungen                                          |
| --- | ---------- | ---------- | -------- | ------------ | -------------- | ---------------------------------------------------- |
| *   | ??.07.1947 | Réunion    | 2:1      | Triangulaire | ? (MAD)        | Erstes Länderspiel, Erstes Länderspiel gegen Réunion |
| *   | ??.07.1947 | Madagaskar | 2:1      | Triangulaire | ? (MAD)        | Erstes Länderspiel gegen Madagaskar                  |
| *   | ??.07.1948 | Réunion    | 5:1      | Triangulaire | ? (MRI)        |                                                      |
| *   | ??.07.1948 | Madagaskar | 4:1      | Triangulaire | ? (MRI)        |                                                      |
| *   | ??.07.1949 | Réunion    | 6:0      | Triangulaire | ? (REU)        |                                                      |
| *   | ??.07.1949 | Madagaskar | 3:1      | Triangulaire | ? (REU)        |                                                      |

## 1950 bis 1959
| Nr. | Datum      | Gegner     | Resultat | Anlass             | Austragungsort | Bemerkungen   |
| --- | ---------- | ---------- | -------- | ------------------ | -------------- | ------------- |
| *   | ??.07.1950 | Réunion    | 15:2     | Triangulaire       | ? (MAD)        | Höchster Sieg |
| *   | ??.07.1950 | Madagaskar | 5:1      | Triangulaire       | ? (MAD)        |               |
| *   | ??.07.1951 | Réunion    | 10:2     | Triangulaire       | ? (MRI)        |               |
| *   | ??.07.1951 | Madagaskar | 7:1      | Triangulaire       | ? (MRI)        |               |
| *   | 27.07.1952 | Réunion    | 6:0      | Triangulaire       | ? (REU)        |               |
| *   | 27.07.1952 | Madagaskar | 7:0      | Triangulaire       | ? (REU)        |               |
| *   | 13.07.1953 | Réunion    | 9:4      | Triangulaire       | ? (MAD)        |               |
| *   | 20.07.1953 | Madagaskar | 1:2      | Triangulaire       | ? (MAD)        |               |
| *   | 14.07.1954 | Madagaskar | 4:1      | Triangulaire       | ? (MRI)        |               |
| *   | 18.07.1954 | Réunion    | 11:0     | Triangulaire       | ? (MRI)        |               |
| *   | 07.07.1955 | Réunion    | 3:1      | Triangulaire       | ? (REU)        |               |
| *   | 14.07.1955 | Madagaskar | 1:2      | Triangulaire       | ? (REU)        |               |
| *   | 30.06.1956 | Réunion    | 8:3      | Triangulaire       | ? (MAD)        |               |
| *   | 08.07.1956 | Madagaskar | 3:3      | Triangulaire       | ? (MAD)        |               |
| *   | 17.04.1957 | Réunion    | 1:0      | Freundschaftsspiel | ? (MRI)        |               |
| *   | 24.10.1957 | Madagaskar | 4:0      | Triangulaire       | ? (MRI)        |               |
| *   | 27.10.1957 | Réunion    | 1:0      | Triangulaire       | ? (MRI)        |               |
| *   | 16.10.1958 | Réunion    | 2:0      | Triangulaire       | ? (REU)        |               |
| *   | 23.10.1958 | Madagaskar | 2:3      | Triangulaire       | ? (REU)        |               |

## 1960 bis 1969
| Nr. | Datum      | Gegner     | Resultat  | Anlass                        | Austragungsort    | Bemerkungen |
| --- | ---------- | ---------- | --------- | ----------------------------- | ----------------- | --- |
| *   | 08.09.1963 | Réunion    | 0:2       | Freundschaftsspiel            | ? (MAD)           | |
| *   | 18.09.1963 | Madagaskar | 1:1       | Freundschaftsspiel            | ? (MAD)           | Spiel in der 54. Minute mit 1:1 abgebrochen, Madagaskar erklärte Turniersieger. Nach diesem Match Mauritius weigerte sich, Madagaskar zu spielen und das Turnier wurde nicht mehr abgehalten. |
| *   | 02.08.1967 | Tansania   | 0:1       | Afrika-Cup 1968/Qualifikation | Daressalaam (TAN) | Erstes Länderspiel gegen Tansania |
| *   | 16.08.1967 | Tansania   | 1:1       | Afrika-Cup 1968/Qualifikation | Curepipe          | |
| *   | 25.11.1967 | Rhodesien  | 2:1       | Freundschaftsspiel            | ? (RHO)           | Erstes Länderspiel gegen Rhodesien / Simbabwe |
| *   | 26.11.1967 | Rhodesien  | 3:2       | Freundschaftsspiel            | ? (RHO)           | |
| *   | 06.12.1967 | Äthiopien  | 0:2       | Freundschaftsspiel            | ?                 | Erstes Länderspiel gegen Äthiopien |
| *   | 17.11.1968 | Sambia     | 2:2       | Afrika-Cup 1970/Qualifikation | Lusaka (SAM)      | Erstes Länderspiel gegen Sambia |
| *   | 08.12.1968 | Sambia     | 2:3 n. V. | Afrika-Cup 1970/Qualifikation | Curepipe          | |

## 1970 bis 1979
| Nr. | Datum      | Gegner         | Resultat            | Anlass                                             | Austragungsort     | Bemerkungen                                                    |
| --- | ---------- | -------------- | ------------------- | -------------------------------------------------- | ------------------ | -------------------------------------------------------------- |
| *   | 06.07.1970 | Malawi         | 0:1                 | Freundschaftsspiel                                 | ? (MAW)            | Erstes Länderspiel gegen Malawi                                |
| *   | 09.07.1970 | Malawi         | 0:0                 | Freundschaftsspiel                                 | ? (MAW)            |                                                                |
| *   | 15.11.1970 | Madagaskar     | 1:2                 | Afrika-Cup 1972/Qualifikation                      | Antananarivo (MAD) |                                                                |
| *   | 29.11.1970 | Madagaskar     | 4:1                 | Afrika-Cup 1972/Qualifikation                      | Port Louis         |                                                                |
| *   | 28.03.1971 | Madagaskar     | 0:3                 | Freundschaftsspiel                                 | ? (MAD)            |                                                                |
| *   | 27.06.1971 | Madagaskar     | 1:1                 | Freundschaftsspiel                                 | ? (MAD)            |                                                                |
| *   | 04.07.1971 | Kenia          | 1:2                 | Afrika-Cup 1972/Qualifikation                      | Nairobi (KEN)      | Erstes Länderspiel gegen Kenia                                 |
| *   | 18.07.1971 | Kenia          | 0:0                 | Afrika-Cup 1972/Qualifikation                      | Port Louis         |                                                                |
| *   | 22.05.1972 | Uganda         | 1:2                 | Freundschaftsspiel                                 | ?                  | Erstes Länderspiel gegen Uganda                                |
| *   | 28.05.1972 | Uganda         | 1:3                 | Freundschaftsspiel                                 | ?                  |                                                                |
| *   | 06.10.1972 | Tansania       | 1:4                 | Afrikaspiele 1973-Qualifikation                    | ? (TAN)            |                                                                |
| *   | 08.10.1972 | Lesotho        | 4:3                 | Afrikaspiele 1973-Qualifikation                    | ? (TAN)            | Erstes Länderspiel gegen Lesotho                               |
| *   | 10.12.1972 | Kenia          | 1:3                 | Fußball-Weltmeisterschaft 1974/Qualifikation       | Curepipe           |                                                                |
| *   | 17.12.1972 | Kenia          | 2:2                 | Fußball-Weltmeisterschaft 1974/Qualifikation       | Nairobi (KEN)      |                                                                |
| *   | 08.04.1973 | Lesotho        | 0:0                 | Afrika-Cup 1974/Qualifikation                      | Maseru (LES)       |                                                                |
| *   | 22.04.1973 | Lesotho        | 5:1                 | Afrika-Cup 1974/Qualifikation                      | Port Louis         |                                                                |
| *   | 27.05.1973 | Tansania       | 1:1                 | Afrika-Cup 1974/Qualifikation                      | Daressalam (TAN)   |                                                                |
| *   | 14.06.1973 | Tansania       | 1:1 n. V. 4:3 i. E. | Afrika-Cup 1974/Qualifikation                      | Port Louis         |                                                                |
| *   | 06.07.1973 | Malawi         | 1:4                 | Freundschaftsspiel                                 | ? (MWI)            |                                                                |
| *   | 08.07.1973 | Malawi         | 0:1                 | Freundschaftsspiel                                 | ? (MWI)            |                                                                |
| *   | 15.07.1973 | Réunion        | 1:1                 | Freundschaftsspiel                                 | ?                  |                                                                |
| *   | 13.01.1974 | Malawi         | 4:1                 | Freundschaftsspiel                                 | ?                  |                                                                |
| *   | 17.01.1974 | Malawi         | 2:1                 | Freundschaftsspiel                                 | ?                  |                                                                |
| *   | 20.01.1974 | Malawi         | 2:2                 | Freundschaftsspiel                                 | ?                  |                                                                |
| *   | 03.03.1974 | Republik Kongo | 0:2                 | Afrika-Cup 1974/Vorrunde                           | Alexandria (ÄGY)   | Erstes Länderspiel gegen Republik Kongo                        |
| *   | 05.03.1974 | Guinea         | 1:2                 | Afrika-Cup 1974/Vorrunde                           | Damanhur (ÄGY)     | Erstes Länderspiel gegen Guinea                                |
| *   | 07.03.1974 | Zaire          | 1:4                 | Afrika-Cup 1974/Vorrunde                           | Damanhur (ÄGY)     | Erstes Länderspiel gegen Zaire/DR Kongo                        |
| *   | 29.01.1975 | Malawi         | 0:1                 | Freundschaftsspiel                                 | ? (MWI)            |                                                                |
| *   | 31.01.1975 | Malawi         | 1:1                 | Freundschaftsspiel                                 | ? (MWI)            |                                                                |
| *   | 02.02.1975 | Malawi         | 0:3                 | Freundschaftsspiel                                 | ? (MWI)            |                                                                |
| *   | 23.03.1975 | Uganda         | 0:4                 | Afrika-Cup 1976/Qualifikation                      | Kampala (UGA)      |                                                                |
| *   | 06.04.1975 | Uganda         | 1:1                 | Afrika-Cup 1976/Qualifikation                      | Port Louis         |                                                                |
| *   | 04.05.1975 | Sambia         | 0:5                 | Olympische Sommerspiele 1976/Qualifikation         | ? (SAM)            |                                                                |
| *   | 18.05.1975 | Sambia         | 0:4                 | Olympische Sommerspiele 1976/Qualifikation         | ?                  |                                                                |
| *   | 02.07.1976 | Réunion        | 2:0                 | Freundschaftsspiel                                 | ? (REU)            |                                                                |
| *   | 10.10.1976 | Äthiopien      | 0:3                 | Freundschaftsspiel                                 | ? (ÄTH)            |                                                                |
| *   | 24.10.1976 | Malawi         | 1:1                 | Afrika-Cup 1978/Qualifikation                      | Lilongwe (MAW)     |                                                                |
| *   | 28.01.1977 | Malawi         | 3:2                 | Afrika-Cup 1978/Qualifikation                      | Curepipe           |                                                                |
| *   | 17.02.1977 | Äthiopien      | 2:3                 | Afrika-Cup 1978/Qualifikation                      | Curepipe           |                                                                |
| *   | 13.03.1977 | Äthiopien      | 0:1                 | Afrika-Cup 1978/Qualifikation                      | Addis Abeba (ÄTH)  |                                                                |
| *   | 18.09.1977 | Réunion        | 2:0                 | Freundschaftsspiel                                 | ? (REU)            |                                                                |
| *   | 21.09.1977 | Seychellen     | 2:1                 | Freundschaftsspiel                                 | ? (REU)            | Erstes Länderspiel gegen Seychellen                            |
| *   | 24.04.1978 | Malawi         | 1:2 n. V.           | Afrikaspiele 1978/Qualifikation                    | Curepipe           |                                                                |
| *   | 15.05.1978 | Seychellen     | 0:2                 | Freundschaftsspiel                                 | ? (REU)            |                                                                |
| *   | 18.05.1978 | Réunion        | 3:5                 | Freundschaftsspiel                                 | ? (REU)            |                                                                |
| *   | 23.09.1978 | Réunion        | 2:0                 | Freundschaftsspiel                                 | ? (REU)            |                                                                |
| *   | 03.12.1978 | Lesotho        | 0:1                 | Afrika-Cup 1980/Qualifikation                      | Port Louis         |                                                                |
| *   | 17.12.1978 | Lesotho        | 2:1                 | Afrika-Cup 1980/Qualifikation                      | Maseru (LES)       |                                                                |
| *   | 16.04.1979 | Tansania       | 2:3                 | Afrika-Cup 1980/Qualifikation                      | Curepipe           |                                                                |
| *   | 29.04.1979 | Tansania       | 0:4                 | Afrika-Cup 1980/Qualifikation                      | Daressalaam (TAN)  |                                                                |
| *   | 06.05.1979 | Lesotho        | 1:4                 | Olympische Sommerspiele 1980/Fußball/Qualifikation | Maseru (LES)       |                                                                |
| *   | 13.05.1979 | Lesotho        | 2:3                 | Olympische Sommerspiele 1980/Fußball/Qualifikation | Port Louis         |                                                                |
| *   | 26.08.1979 | Komoren        | 3:0                 | Indian Ocean Island Games 1979-Vorrunde            | Saint-Pierre (REU) | Erstes Länderspiel gegen Komoren                               |
| *   | 28.08.1979 | Komoren        | 3:1                 | Indian Ocean Island Games 1979-Vorrunde            | Saint-Pierre (REU) |                                                                |
| *   | 31.08.1979 | Seychellen     | 1:1 n. V. 2:4 i. E. | Indian Ocean Island Games 1979-Halbfinale          | Saint-Pierre (REU) |                                                                |
| *   | 01.09.1979 | Komoren        | 0:2 (Forfeit)       | Indian Ocean Island Games 1979-Spiel um Platz 3.   | Saint-Pierre (REU) | Das Spiel wurde wegen logistischer Probleme nicht ausgetragen. |

## 1980 bis 1989
| Nr. | Datum      | Gegner              | Resultat            | Anlass                                       | Austragungsort     | Bemerkungen                           |
| --- | ---------- | ------------------- | ------------------- | -------------------------------------------- | ------------------ | ------------------------------------- |
| *   | 14.09.1980 | Madagaskar          | 0:0                 | Afrika-Cup 1982/Qualifikation                | Antananarivo (MAD) |                                       |
| *   | 28.09.1980 | Madagaskar          | 1:1                 | Afrika-Cup 1982/Qualifikation                | Curepipe           |                                       |
| *   | 12.07.1981 | Kenia               | 1:2                 | Tournoi de l’Océan Indien 1981               | ? (REU)            |                                       |
| *   | 14.07.1981 | Madagaskar          | 0:0                 | Tournoi de l’Océan Indien 1981               | ? (REU)            |                                       |
| *   | 19.07.1981 | Réunion             | 2:1                 | Tournoi de l’Océan Indien 1981               | ? (REU)            |                                       |
| *   | 29.08.1982 | Simbabwe            | 2:0                 | Tournoi de l’Océan Indien 1982               | ? (REU)            |                                       |
| *   | 05.09.1982 | Réunion             | 1:1                 | Tournoi de l’Océan Indien 1982               | ? (REU)            |                                       |
| *   | 14.11.1982 | Lesotho             | :                   | Afrika-Cup 1984/Qualifikation                | ?                  | Lesotho zurückgezogen                 |
| *   | 28.11.1982 | Lesotho             | :                   | Afrika-Cup 1984/Qualifikation                | ? (LES)            | Lesotho zurückgezogen                 |
| *   | 10.04.1983 | Äthiopien           | 0:1                 | Afrika-Cup 1984/Qualifikation                | Addis Ababa (ÄTH)  |                                       |
| *   | 14.04.1983 | Äthiopien           | 1:0 n. V. 2:4 i. E. | Afrika-Cup 1984/Qualifikation                | Curepipe           | Äthiopien Sieger im Elfmeterschießen  |
| *   | 03.07.1983 | Seychellen          | 2:1                 | Freundschaftsspiel                           | ? (SEY)            |                                       |
| *   | 06.07.1983 | Réunion             | 0:0                 | Freundschaftsspiel                           | ? (REU)            |                                       |
| *   | 10.07.1983 | Madagaskar          | 1:1                 | Tournoi de l’Océan Indien 1983               | ? (REU)            |                                       |
| *   | 13.07.1983 | Frankreich Amateurs | 0:1                 | Tournoi de l’Océan Indien 1983               | ? (REU)            | Inoffizielles Länderspiel             |
| *   | 16.07.1983 | Réunion             | 1:1                 | Tournoi de l’Océan Indien 1983               | ? (REU)            |                                       |
| *   | 15.07.1984 | Malawi              | 0:1                 | Fußball-Weltmeisterschaft 1986/Qualifikation | Curepipe           |                                       |
| *   | 28.07.1984 | Malawi              | 0:4                 | Fußball-Weltmeisterschaft 1986/Qualifikation | Lilongwe (MWI)     |                                       |
| *   | 16.09.1984 | Mosambik            | 0:0                 | Afrika-Cup 1986/Qualifikation                | Curepipe           | Erstes Länderspiel gegen Mosambik     |
| *   | 30.09.1984 | Mosambik            | 0:3                 | Afrika-Cup 1986/Qualifikation                | Maputo (MOS)       |                                       |
| *   | 27.08.1985 | Seychellen          | 3:1                 | Indian Ocean Island Games 1985-Vorrunde      | ? (MRI)            |                                       |
| *   | 29.08.1985 | Madagaskar          | 3:1                 | Indian Ocean Island Games 1985-Vorrunde      | ? (MRI)            |                                       |
| *   | 31.08.1985 | Réunion             | 4:4 n. V. 4:2 i. E. | Indian Ocean Island Games 1985-Finale        | ? (MRI)            |                                       |
| *   | 06.06.1986 | Réunion             | 0:1                 | Freundschaftsspiel                           | ? (MRI)            |                                       |
| *   | 13.06.1986 | Réunion             | 0:0                 | Freundschaftsspiel                           | ? (REU)            |                                       |
| *   | 31.08.1986 | Seychellen          | 2:1                 | Afrikaspiele 1987/Qualifikation              | ? (SEY)            |                                       |
| *   | 14.09.1986 | Seychellen          | 2:0                 | Afrikaspiele 1987/Qualifikation              | ?                  |                                       |
| *   | 03.12.1986 | Madagaskar          | 1:3                 | Freundschaftsspiel                           | ? (MAD)            |                                       |
| *   | 06.12.1986 | Madagaskar          | 0:3                 | Freundschaftsspiel                           | ?                  |                                       |
| *   | 28.03.1987 | Botswana            | 0:0                 | Freundschaftsspiel                           | ? (BOT)            | Erstes Länderspiel gegen Botswana     |
| *   | 05.04.1987 | Madagaskar          | 1:2                 | Afrikaspiele 1987/Qualifikation              | ? (MAD)            |                                       |
| *   | 19.04.1987 | Madagaskar          | 2:1 n. V. 3:5 i. E. | Afrikaspiele 1987/Qualifikation              | ?                  | Madagaskar Sieger im Elfmeterschießen |
| *   | 02.10.1988 | Seychellen          | 3:0                 | Afrika-Cup 1990/Qualifikation                | Curepipe           |                                       |
| *   | 16.10.1988 | Seychellen          | 0:1                 | Afrika-Cup 1990/Qualifikation                | Victoria (SEY)     |                                       |
| *   | 09.04.1989 | Simbabwe            | 1:4                 | Afrika-Cup 1990/Qualifikation                | Curepipe           |                                       |
| *   | 23.04.1989 | Simbabwe            | 0:1                 | Afrika-Cup 1990/Qualifikation                | Harare (SIM)       |                                       |
| *   | 06.06.1989 | Seychellen          | 2:1                 | Freundschaftsspiel                           | ? (SEY)            |                                       |
| *   | 11.10.1989 | Uganda              | 1:4                 | Freundschaftsspiel                           | ? (UGA)            |                                       |

## 1990 bis 1999
| Nr. | Datum      | Gegner                | Resultat  | Anlass                                          | Austragungsort      | Bemerkungen                        |
| --- | ---------- | --------------------- | --------- | ----------------------------------------------- | ------------------- | ---------------------------------- |
| *   | 07.06.1990 | Namibia               | 2:1       | Freundschaftsspiel                              | Windhoek (NAM)      | Erstes Länderspiel gegen Namibia   |
| *   | 10.06.1990 | Botswana              | 1:0       | Freundschaftsspiel                              | ? (BOT)             |                                    |
| *   | 25.08.1990 | Seychellen            | 2:0       | Indian Ocean Island Games 1990-Vorrunde         | ? (MAD)             |                                    |
| *   | 27.08.1990 | Komoren               | 4:0       | Indian Ocean Island Games 1990-Halbfinale       | ? (MAD)             |                                    |
| *   | 30.08.1990 | Madagaskar            | 1:5       | Indian Ocean Island Games 1990-Finale           | ? (MAD)             |                                    |
| *   | 08.08.1992 | Lesotho               | 0:1       | Freundschaftsspiel                              | ? (LES)             |                                    |
| *   | 09.08.1992 | Lesotho               | 2:2       | Freundschaftsspiel                              | ? (LES)             |                                    |
| *   | 16.08.1992 | Sambia                | 1:2       | Afrika-Cup 1994/Qualifikation                   | Lusaka (SAM)        |                                    |
| *   | 30.08.1992 | Simbabwe              | 0:1       | Afrika-Cup 1994/Qualifikation                   | Belle Vue Maurel    |                                    |
| *   | 11.04.1993 | Südafrikanische Union | 0:0       | Afrika-Cup 1994/Qualifikation                   | Johannesburg (SAF)  | Erstes Länderspiel gegen Südafrika |
| *   | 25.04.1993 | Sambia                | 0:3       | Afrika-Cup 1994/Qualifikation                   | Belle Vue Maurel    |                                    |
| *   | 11.07.1993 | Simbabwe              | 0:2       | Afrika-Cup 1994/Qualifikation                   | Harare (SIM)        |                                    |
| *   | 25.07.1993 | Südafrikanische Union | 1:3       | Afrika-Cup 1994/Qualifikation                   | Belle Vue Maurel    |                                    |
| *   | 22.08.1993 | Komoren               | 3:0       | Indian Ocean Island Games 1993-Vorrunde         | Victoria (SEY)      |                                    |
| *   | 24.08.1993 | Madagaskar            | 1:2       | Indian Ocean Island Games 1993-Vorrunde         | Victoria (SEY)      |                                    |
| *   | 26.08.1993 | Réunion               | 0:1 n. V. | Indian Ocean Island Games 1993-Halbfinale       | Victoria (SEY)      |                                    |
| *   | 28.08.1993 | Seychellen            | 6:2       | Indian Ocean Island Games 1993-Spiel um Platz 3 | Victoria (SEY)      |                                    |
| *   | 16.10.1994 | Südafrika             | 0:1       | Afrika-Cup 1996/Qualifikation                   | Mabopane (SAF)      |                                    |
| *   | 16.11.1994 | Gabun                 | 0:3       | Afrika-Cup 1996/Qualifikation                   | Libreville (GAB)    | Erstes Länderspiel gegen Gabun     |
| *   | 09.01.1995 | Sambia                | 0:3       | Afrika-Cup 1996/Qualifikation                   | Port Louis          |                                    |
| *   | 04.06.1995 | Gabun                 | 0:3       | Afrika-Cup 1996/Qualifikation                   | Port Louis          |                                    |
| *   | 15.07.1995 | Sambia                | 0:2       | Afrika-Cup 1996/Qualifikation                   | Lusaka (SAM)        |                                    |
| *   | 25.05.1996 | Madagaskar            | 0:0       | Freundschaftsspiel                              | ?                   |                                    |
| *   | 02.06.1996 | Zaire                 | 1:5       | Fußball-Weltmeisterschaft 1998/Qualifikation    | Port Louis          |                                    |
| *   | 16.06.1996 | Zaire                 | 0:2       | Fußball-Weltmeisterschaft 1998/Qualifikation    | Kinshasa (ZAI)      |                                    |
| *   | 11.08.1996 | Seychellen            | 1:0       | Afrika-Cup 1998/Qualifikation                   | Belle Vue Maurel    |                                    |
| *   | 24.08.1996 | Seychellen            | 1:1       | Afrika-Cup 1998/Qualifikation                   | Maputo (SEY)        |                                    |
| *   | 06.10.1996 | Malawi                | 1:2       | Afrika-Cup 1998/Qualifikation                   | Port Louis          |                                    |
| *   | 26.01.1997 | Mosambik              | 0:3       | Afrika-Cup 1998/Qualifikation                   | Maputo (MOS)        |                                    |
| *   | 23.02.1997 | Sambia                | 0:0       | Afrika-Cup 1998/Qualifikation                   | Port Louis          |                                    |
| *   | 21.06.1997 | Malawi                | 2:3       | Afrika-Cup 1998/Qualifikation                   | Lilongwe (MWI)      |                                    |
| *   | 13.07.1997 | Mosambik              | 1:3       | Afrika-Cup 1998/Qualifikation                   | Port Louis          |                                    |
| *   | 27.07.1997 | Sambia                | 0:1       | Afrika-Cup 1998/Qualifikation                   | Chililabombwe (SAM) |                                    |
| *   | 02.11.1997 | Swasiland             | 0:2       | Freundschaftsspiel                              | ? (SWZ)             | Erstes Länderspiel gegen Swasiland |
| *   | 02.08.1998 | Lesotho               | 1:1       | Afrika-Cup 2000/Qualifikation                   | Maseru (LES)        |                                    |
| *   | 07.08.1998 | Réunion               | 0:4       | Indian Ocean Island Games 1998-Vorrunde         | Saint-Denis (RUN)   |                                    |
| *   | 11.08.1998 | Réunion               | 0:1       | Indian Ocean Island Games 1998-Vorrunde         | Saint-Denis (RUN)   |                                    |
| *   | 13.08.1998 | Madagaskar            | 0:2 n. V. | Indian Ocean Island Games 1998-Halbfinale       | Saint-Denis (RUN)   |                                    |
| *   | 15.08.1998 | Seychellen            | 3:4       | Indian Ocean Island Games 1998-Spiel um Platz 3 | Saint-Denis (RUN)   |                                    |
| *   | 28.08.1998 | Lesotho               | 3:1       | Afrika-Cup 2000/Qualifikation                   | Curepipe            |                                    |
| *   | 04.10.1998 | Gabun                 | 0:2       | Afrika-Cup 2000/Qualifikation                   | Libreville (GAB)    |                                    |
| *   | 23.01.1999 | Südafrika             | 1:1       | Afrika-Cup 2000/Qualifikation                   | Curepipe            |                                    |
| *   | 28.02.1999 | Angola                | 2:0       | Afrika-Cup 2000/Qualifikation                   | Luanda (ANG)        | Erstes Länderspiel gegen Angola    |
| *   | 10.04.1999 | Angola                | 1:1       | Afrika-Cup 2000/Qualifikation                   | Curepipe            |                                    |
| *   | 30.05.1999 | Lesotho               | 2:1       | Freundschaftsspiel                              | ? (LES)             |                                    |
| *   | 05.06.1999 | Südafrika             | 0:2       | Afrika-Cup 2000/Qualifikation                   | Durban (SAF)        |                                    |
| *   | 20.06.1999 | Gabun                 | 2:2       | Afrika-Cup 2000/Qualifikation                   | Les Avirons (REU)   |                                    |
| *   | 12.10.1999 | Hongkong              | 3:4       | Freundschaftsspiel                              | Kowloon (HKG)       | Erstes Länderspiel gegen Hongkong  |

## 2000 bis 2009
| Nr. | Datum      | Gegner         | Resultat            | Anlass                                           | Austragungsort     | Bemerkungen                             |
| --- | ---------- | -------------- | ------------------- | ------------------------------------------------ | ------------------ | --------------------------------------- |
| *   | 09.04.2000 | Ägypten        | 0:4                 | Fußball-Weltmeisterschaft 2002/Qualifikation     | Kairo (ÄGY)        | Erstes Länderspiel gegen Ägypten        |
| *   | 23.04.2000 | Ägypten        | 2:4                 | Fußball-Weltmeisterschaft 2002/Qualifikation     | Alexandria (ÄGY)   |                                         |
| *   | 29.04.2000 | Südafrika      | 0:3                 | COSAFA Cup 2000-1. Runde                         | Phokeng (SAF)      |                                         |
| *   | 20.06.2000 | Madagaskar     | 1:1                 | Freundschaftsspiel                               | ? (MAD)            |                                         |
| *   | 24.06.2000 | Madagaskar     | 0:1                 | Freundschaftsspiel                               | ? (MAD)            |                                         |
| *   | 01.07.2000 | Tansania       | 1:0                 | Afrika-Cup 2002/Qualifikation                    | Daressalaam (TAN)  |                                         |
| *   | 16.07.2000 | Tansania       | 3:2                 | Afrika-Cup 2002/Qualifikation                    | Curepipe           |                                         |
| *   | 03.09.2000 | Liberia        | 0:4                 | Afrika-Cup 2002/Qualifikation                    | Monrovia (LBR)     | Erstes Länderspiel gegen Liberia        |
| *   | 08.10.2000 | Republik Kongo | 1:2                 | Afrika-Cup 2002/Qualifikation                    | Curepipe           |                                         |
| *   | 13.01.2001 | Südafrika      | 1:1                 | Afrika-Cup 2002/Qualifikation                    | Pamplemousses      |                                         |
| *   | 24.03.2001 | Südafrika      | 0:3                 | Afrika-Cup 2002/Qualifikation                    | Pointe-Noire (KGO) |                                         |
| *   | 08.04.2001 | Namibia        | 1:0                 | COSAFA Cup 2001-1. Runde                         | Pamplemousses      |                                         |
| *   | 03.06.2001 | Republik Kongo | 0:0                 | Afrika-Cup 2002/Qualifikation                    | Pointe-Noire (KGO) |                                         |
| *   | 10.06.2001 | Angola         | 0:1                 | COSAFA Cup 2001-Viertelfinale                    | Luanda (ANG)       |                                         |
| *   | 16.06.2001 | Liberia        | 0:2                 | Afrika-Cup 2002/Qualifikation                    | Belle Vue Maurel   |                                         |
| *   | 16.03.2002 | Madagaskar     | 2:3                 | COSAFA Cup 2002-1. Runde                         | Pamplemousses      |                                         |
| *   | 01.08.2002 | Swasiland      | 1:0                 | Freundschaftsspiel                               | ? (SWA)            |                                         |
| *   | 03.08.2002 | Swasiland      | 0:0                 | Freundschaftsspiel                               | ? (SWA)            |                                         |
| *   | 21.08.2002 | Réunion        | 1:1                 | Freundschaftsspiel                               | ?                  |                                         |
| *   | 26.09.2002 | Seychellen     | 1:0                 | Freundschaftsspiel                               | ?                  |                                         |
| *   | 12.10.2002 | Madagaskar     | 0:1                 | Afrika-Cup 2004/Qualifikation                    | Centre de Flacq    |                                         |
| *   | 22.02.2003 | Madagaskar     | 1:2                 | COSAFA Cup 2003-1. Runde                         | Antananarivo (MAD) |                                         |
| *   | 08.06.2003 | Ägypten        | 0:1                 | Afrika-Cup 2004/Qualifikation                    | Rose-Hill          |                                         |
| *   | 08.06.2003 | Ägypten        | 0:7                 | Afrika-Cup 2004/Qualifikation                    | Port Said (ÄGY)    | Höchster Niederlagen                    |
| *   | 06.07.2003 | Madagaskar     | 0:2                 | Afrika-Cup 2004/Qualifikation                    | Antananarivo (MAD) |                                         |
| *   | 30.08.2003 | Madagaskar     | 3:1                 | Indian Ocean Island Games 2003-Vorrunde          | Curepipe           |                                         |
| *   | 02.09.2003 | Seychellen     | 0:0                 | Indian Ocean Island Games 2003-Vorrunde          | Curepipe           |                                         |
| *   | 04.09.2003 | Komoren        | 5:0                 | Indian Ocean Island Games 2003-Halbfinale        | Curepipe           |                                         |
| *   | 06.09.2003 | Réunion        | 2:1                 | Indian Ocean Island Games 2003-Finale            | Curepipe           |                                         |
| *   | 11.10.2003 | Uganda         | 0:3                 | Fußball-Weltmeisterschaft 2006/Qualifikation     | Kampala (UGA)      |                                         |
| *   | 16.11.2003 | Uganda         | 3:1 n. V.           | Fußball-Weltmeisterschaft 2006/Qualifikation     | Curepipe           |                                         |
| *   | 10.01.2004 | Südafrika      | 2:0                 | COSAFA Cup 2004-1. Runde                         | Curepipe           |                                         |
| *   | 31.07.2004 | Sambia         | 1:3                 | COSAFA Cup 2004-Viertelfinale                    | Lusaka (SAM)       |                                         |
| *   | 26.02.2005 | Madagaskar     | 2:0                 | COSAFA Cup 2005-Endrunde                         | Curepipe           |                                         |
| *   | 27.02.2005 | Südafrika      | 0:1                 | COSAFA Cup 2005-Endrunde                         | Curepipe           |                                         |
| *   | 23.10.2005 | Madagaskar     | 0:2                 | Freundschaftsspiel                               | ? (MAD)            |                                         |
| *   | 16.12.2005 | Réunion        | 1:1                 | Freundschaftsspiel                               | ?                  |                                         |
| *   | 18.12.2005 | Réunion        | 2:1                 | Freundschaftsspiel                               | ? (REU)            |                                         |
| *   | 29.04.2006 | Angola         | 1:5                 | COSAFA Cup 2006-Endrunde                         | Maseru (LES)       |                                         |
| *   | 30.04.2006 | Mosambik       | 0:0 n. V. 4:5 i. E. | COSAFA Cup 2006-Endrunde                         | Maseru (LES)       |                                         |
| *   | 26.06.2006 | Tansania       | 1:2                 | Freundschaftsspiel                               | ? (SEY)            |                                         |
| *   | 28.06.2006 | Seychellen     | 1:2                 | Freundschaftsspiel                               | ? (SEY)            |                                         |
| *   | 03.09.2006 | Tunesien       | 0:0                 | Afrika-Cup 2008/Qualifikation                    | Curepipe           | Erstes Länderspiel gegen Tunesien       |
| *   | 07.10.2006 | Seychellen     | 1:2                 | Afrika-Cup 2008/Qualifikation                    | Victoria (SEY)     |                                         |
| *   | 21.03.2007 | Elfenbeinküste | 0:3                 | Freundschaftsspiel                               | ?                  | Erstes Länderspiel gegen Elfenbeinküste |
| *   | 25.03.2007 | Sudan          | 1:2                 | Afrika-Cup 2008/Qualifikation                    | Curepipe           | Erstes Länderspiel gegen Sudan          |
| *   | 26.04.2007 | Réunion        | 1:1                 | Freundschaftsspiel                               | ?                  |                                         |
| *   | 26.05.2007 | Swasiland      | 0:0 n. V. 6:5 i. E. | COSAFA Cup 2007-Endrunde                         | Lobamba (SWA)      |                                         |
| *   | 27.05.2007 | Südafrika      | 0:2                 | COSAFA Cup 2007-Endrunde                         | Lobamba (SWA)      |                                         |
| *   | 02.06.2007 | Sudan          | 0:3                 | Afrika-Cup 2008/Qualifikation                    | Omdurman (SUD)     |                                         |
| *   | 16.06.2007 | Tunesien       | 0:2                 | Afrika-Cup 2008/Qualifikation                    | Radès (TUN)        |                                         |
| *   | 12.08.2007 | Mayotte        | 0:1                 | Indian Ocean Island Games 2007-Vorrunde          | Antananarivo (MAD) | Erstes Länderspiel gegen Mayotte        |
| *   | 14.08.2007 | Seychellen     | 3:0                 | Indian Ocean Island Games 2007-Vorrunde          | Antananarivo (MAD) |                                         |
| *   | 16.08.2007 | Réunion        | 0:1 n. V.           | Indian Ocean Island Games 2007-Halbfinale        | Antananarivo (MAD) |                                         |
| *   | 18.08.2007 | Mayotte        | 1:1 n. V. 2:4 i. E. | Indian Ocean Island Games 2007-Spiel um Platz 3. | Antananarivo (MAD) |                                         |
| *   | 09.09.2007 | Seychellen     | 1:1                 | Afrika-Cup 2008/Qualifikation                    | Curepipe           |                                         |
| *   | 31.05.2008 | Tansania       | 1:1                 | Fußball-Weltmeisterschaft 2010/Qualifikation     | Daressalaam (TAN)  |                                         |
| *   | 08.06.2008 | Kamerun        | 0:3                 | Fußball-Weltmeisterschaft 2010/Qualifikation     | Curepipe           | Erstes Länderspiel gegen Kamerun        |
| *   | 09.03.2008 | Madagaskar     | 1:2                 | Freundschaftsspiel                               | ?                  |                                         |
| *   | 15.06.2008 | Kap Verde      | 0:1                 | Fußball-Weltmeisterschaft 2010/Qualifikation     | Curepipe           | Erstes Länderspiel gegen Kap Verde      |
| *   | 22.06.2008 | Kap Verde      | 1:3                 | Fußball-Weltmeisterschaft 2010/Qualifikation     | Praia (KPV)        |                                         |
| *   | 16.07.2008 | Seychellen     | 0:7                 | COSAFA Cup 2008-Endrunde                         | Witbank (SAF)      | Höchster Niederlagen                    |
| *   | 21.07.2008 | Swasiland      | 1:1                 | COSAFA Cup 2008-Endrunde                         | Witbank (SAF)      |                                         |
| *   | 23.07.2008 | Madagaskar     | 1:2                 | COSAFA Cup 2008-Endrunde                         | Witbank (SAF)      |                                         |
| *   | 06.09.2008 | Tansania       | 1:4                 | Fußball-Weltmeisterschaft 2010/Qualifikation     | Curepipe           |                                         |
| *   | 11.10.2008 | Kamerun        | 0:5                 | Fußball-Weltmeisterschaft 2010/Qualifikation     | Yaoundé (KMR)      |                                         |
| *   | 02.10.2009 | Ägypten        | 0:4                 | Freundschaftsspiel                               | Kairo (ÄGY)        |                                         |
| *   | 17.10.2009 | Simbabwe       | 0:3                 | COSAFA Cup 2009-Endrunde                         | Harare (SIM)       |                                         |
| *   | 21.10.2009 | Lesotho        | 0:1                 | COSAFA Cup 2009-Endrunde                         | Harare (SIM)       |                                         |

## 2010 bis 2019
| Nr. | Datum      | Gegner                       | Resultat            | Anlass                                                | Austragungsort     | Bemerkungen |
| --- | ---------- | ---------------------------- | ------------------- | ----------------------------------------------------- | ------------------ | --- |
| *   | 04.09.2010 | Kamerun                      | 1:3                 | Afrika-Cup 2012/Qualifikation                         | Belle Vue Maurel   | |
| *   | 09.10.2010 | Senegal                      | 0:7                 | Afrika-Cup 2012/Qualifikation                         | Dakar (SEN)        | Erstes Länderspiel gegen Senegal, Höchster Niederlagen                                                                     |
| *   | 27.03.2011 | Demokratische Republik Kongo | 0:3                 | Afrika-Cup 2012/Qualifikation                         | Kinshasa (DRK)     | |
| *   | 05.06.2011 | Demokratische Republik Kongo | 1:2                 | Afrika-Cup 2012/Qualifikation                         | Belle Vue Maurel   | |
| *   | 29.07.2011 | Mayotte                      | 0:2                 | Freundschaftsspiel                                    | Rose-Hill          | |
| *   | 04.08.2011 | Malediven                    | 1:1                 | Indian Ocean Island Games 2011-Vorrunde               | Praslin (SEY)      | Erstes Länderspiel gegen Malediven                                                                                         |
| *   | 06.08.2011 | Seychellen                   | 1:2                 | Indian Ocean Island Games 2011-Vorrunde               | Mahé (SEY)         | |
| *   | 09.08.2011 | Komoren                      | 2:0                 | Indian Ocean Island Games 2011-Vorrunde               | Praslin (SEY)      | |
| *   | 11.08.2011 | Mayotte                      | 0:0 n. V. 5:4 i. E. | Indian Ocean Island Games 2011-Halbfinale             | Mahé (SEY)         | |
| *   | 13.08.2011 | Seychellen                   | 1:1 n. V. 3:4 i. E. | Indian Ocean Island Games 2011-Finale                 | Mahé (SEY)         | |
| *   | 03.09.2011 | Kamerun                      | 0:5                 | Afrika-Cup 2012/Qualifikation                         | Yaoundé (KMR)      | |
| *   | 09.10.2011 | Senegal                      | 0:2                 | Afrika-Cup 2012/Qualifikation                         | Belle Vue Maurel   | |
| *   | 11.11.2011 | Liberia                      | :                   | Fußball-Weltmeisterschaft 2014/Qualifikation          | Belle Vue Maurel   | Am 31. Oktober 2011 gab die FIFA den Rückzug von Mauritius bekannt, womit Liberia automatisch in die nächste Runde einzog. |
| *   | 15.11.2011 | Liberia                      | :                   | Fußball-Weltmeisterschaft 2018/Qualifikation          | Paynesville (LBR)  | Am 31. Oktober 2011 gab die FIFA den Rückzug von Mauritius bekannt, womit Liberia automatisch in die nächste Runde einzog. |
| *   | 15.09.2012 | Réunion                      | 1:1                 | Freundschaftsspiel                                    | Curepipe           | |
| *   | 01.12.2012 | Komoren                      | 2:0                 | Afrikanische Nationenmeisterschaft 2014/Qualifikation | Curepipe           | |
| *   | 15.12.2012 | Komoren                      | 0:0                 | Afrikanische Nationenmeisterschaft 2014/Qualifikation | Mitsamiouli (KOM)  | |
| *   | 06.07.2013 | Namibia                      | 1:2                 | COSAFA Cup 2013-Endrunde                              | Lusaka (SAM)       | |
| *   | 10.07.2013 | Seychellen                   | 4:0                 | COSAFA Cup 2013-Endrunde                              | Lusaka (SAM)       | |
| *   | 28.07.2013 | Simbabwe                     | 0:3                 | Afrikanische Nationenmeisterschaft 2014/Qualifikation | Curepipe           | |
| *   | 04.08.2013 | Simbabwe                     | 1:1                 | Afrikanische Nationenmeisterschaft 2014/Qualifikation | Harare (SIM)       | |
| *   | 05.09.2013 | Katar                        | 0:3                 | Freundschaftsspiel                                    | Doha (KAT)         | Erstes Länderspiel gegen Katar                                                                                             |
| *   | 12.04.2014 | Mauretanien                  | 0:1                 | Afrika-Cup 2015/Qualifikation                         | Nouakchott (MTN)   | Erstes Länderspiel gegen Mauretanien                                                                                       |
| *   | 20.04.2014 | Mauretanien                  | 0:2                 | Afrika-Cup 2015/Qualifikation                         | Curepipe           | |
| *   | 25.03.2015 | Burundi                      | 2:2                 | Freundschaftsspiel                                    | Curepipe           | Erstes Länderspiel gegen Burundi                                                                                           |
| *   | 28.03.2015 | Togo                         | 1:1                 | Freundschaftsspiel                                    | Belle Vue Maurel   | Erstes Länderspiel gegen Togo                                                                                              |
| *   | 17.05.2015 | Simbabwe                     | 0:2                 | COSAFA Cup 2015-Endrunde                              | Moruleng (SAF)     | |
| *   | 19.05.2015 | Namibia                      | 0:2                 | COSAFA Cup 2015-Endrunde                              | Moruleng (SAF)     | |
| *   | 21.05.2015 | Seychellen                   | 1:0                 | COSAFA Cup 2015-Endrunde                              | Moruleng (SAF)     | |
| *   | 14.06.2015 | Ghana                        | 1:7                 | Afrika-Cup 2017/Qualifikation                         | Accra (GHA)        | Erstes Länderspiel gegen Ghana                                                                                             |
| *   | 20.06.2015 | Südafrika                    | 0:3                 | Afrikanische Nationenmeisterschaft 2016/Qualifikation | Johannesburg (SAF) | |
| *   | 05.07.2015 | Südafrika                    | 0:2                 | Afrikanische Nationenmeisterschaft 2016/Qualifikation | Belle Vue Maurel   | |
| *   | 31.07.2015 | Réunion                      | 0:1                 | Indian Ocean Island Games 2015-Vorrunde               | Saint-Pierre (RUN) | |
| *   | 02.08.2015 | Komoren                      | 3:0                 | Indian Ocean Island Games 2015-Vorrunde               | Le Port (RUN)      | Komoren verlassen den Wettbewerb, ohne zu spielen.                                                                         |
| *   | 06.08.2015 | Mayotte                      | 1:2                 | Indian Ocean Island Games 2015-Halbfinale             | Saint-Denis (RUN)  | |
| *   | 07.08.2015 | Madagaskar                   | 3:1                 | Indian Ocean Island Games 2015-Spiel um Platz 3.      | Le Port (RUN)      | |
| *   | 06.09.2015 | Mosambik                     | 1:0                 | Afrika-Cup 2017/Qualifikation                         | Curepipe           | |
| *   | 07.10.2015 | Kenia                        | 2:5                 | Fußball-Weltmeisterschaft 2018/Qualifikation          | Belle Vue Maurel   | |
| *   | 11.10.2015 | Kenia                        | 0:0                 | Fußball-Weltmeisterschaft 2018/Qualifikation          | Nairobi (KEN)      | |
| *   | 26.03.2016 | Ruanda                       | 1:0                 | Afrika-Cup 2017/Qualifikation                         | Belle Vue Maurel   | Erstes Länderspiel gegen Ruanda                                                                                            |
| *   | 29.03.2016 | Ruanda                       | 0:5                 | Afrika-Cup 2017/Qualifikation                         | Kigali (RUA)       | |
| *   | 05.06.2016 | Ghana                        | 0:2                 | Afrika-Cup 2017/Qualifikation                         | Belle Vue Maurel   | |
| *   | 12.06.2016 | Lesotho                      | 0:3                 | COSAFA Cup 2016-Endrunde                              | Windhoek (NAM)     | |
| *   | 14.06.2016 | Malawi                       | 0:1                 | COSAFA Cup 2016-Endrunde                              | Windhoek (NAM)     | |
| *   | 16.06.2016 | Angola                       | 2:0                 | COSAFA Cup 2016-Endrunde                              | Windhoek (NAM)     | |
| *   | 03.09.2016 | Mosambik                     | 0:1                 | Afrika-Cup 2017/Qualifikation                         | Maputo (MOS)       | |
| *   | 24.03.2017 | Komoren                      | 0:2                 | Afrika-Cup 2019/Qualifikation                         | Mitsamiouli (KOM)  | |
| *   | 28.03.2017 | Komoren                      | 1:1                 | Afrika-Cup 2019/Qualifikation                         | Belle Vue Harel    | |
| *   | 22.04.2017 | Seychellen                   | 2:1                 | Afrikanische Nationenmeisterschaft 2018/Qualifikation | Belle Vue Maurel   | |
| *   | 29.04.2017 | Seychellen                   | 1:1                 | Afrikanische Nationenmeisterschaft 2018/Qualifikation | Victoria (SEY)     | |
| *   | 25.06.2017 | Angola                       | 0:1                 | COSAFA Cup 2017-Endrunde                              | Moruleng (SÄF)     | |
| *   | 27.06.2017 | Malawi                       | 0:0                 | COSAFA Cup 2017-Endrunde                              | Phokeng (SÄF)      | |
| *   | 29.06.2017 | Tansania                     | 1:1                 | COSAFA Cup 2017-Endrunde                              | Moruleng (SÄF)     | |
| *   | 16.07.2017 | Angola                       | 0:1                 | Afrikanische Nationenmeisterschaft 2018/Qualifikation | Belle Vue Maurel   | |
| *   | 23.07.2017 | Angola                       | 2:3                 | Afrikanische Nationenmeisterschaft 2018/Qualifikation | Luanda (ANG)       | |
| *   | 19.08.2017 | Indien                       | 1:2                 | Freundschaftsspiel                                    | Mumbai (IND)       | Erstes Länderspiel gegen Indien                                                                                            |
| *   | 22.08.2017 | St. Kitts und Nevis          | 1:1                 | Freundschaftsspiel                                    | Mumbai (IND)       | Erstes Länderspiel gegen St. Kitts und Nevis                                                                               |
| *   | 09.10.2017 | Äquatorialguinea             | 3:1                 | Freundschaftsspiel                                    | Bata (ÄQG)         | Erstes Länderspiel gegen Äquatorialguinea                                                                                  |
| *   | 12.11.2017 | Togo                         | 0:6                 | Freundschaftsspiel                                    | Lomé (TOG)         | |
| *   | 22.03.2018 | Macau                        | 1:0                 | Freundschaftsspiel                                    | Taipa (MAC)        | Erstes Länderspiel gegen Macau                                                                                             |
| *   | 27.03.2018 | Mongolei                     | 2:0                 | Freundschaftsspiel                                    | Ulaanbaatar (MNG)  | Erstes Länderspiel gegen die Mongolei                                                                                      |
| *   | 28.05.2018 | Malawi                       | 1:0                 | COSAFA Cup 2018-Endrunde                              | Polokwane (SÄF)    | |
| *   | 30.05.2018 | Angola                       | 0:1                 | COSAFA Cup 2018-Endrunde                              | Polokwane (SÄF)    | |
| *   | 01.06.2018 | Botswana                     | 0:6                 | COSAFA Cup 2018-Endrunde                              | Polokwane (SÄF)    | |
| *   | 07.09.2018 | Singapur                     | 1:1                 | Freundschaftsspiel                                    | Bishan (SIN)       | Erstes Länderspiel gegen Singapur                                                                                          |
| *   | 11.09.2018 | Indonesien                   | 0:1                 | Freundschaftsspiel                                    | Cikarang (IDN)     | Erstes Länderspiel gegen Indonesien                                                                                        |
| *   | 21.03.2019 | Neukaledonien                | 3:1                 | Freundschaftsspiel                                    | Lautoka (FID)      | Erstes Länderspiel gegen Neukaledonien                                                                                     |
| *   | 24.03.2019 | Fidschi                      | 0:1                 | Freundschaftsspiel                                    | Lautoka (FID)      | Erstes Länderspiel gegen Fidschi                                                                                           |
| *   | 25.05.2019 | Eswatini                     | 2:2                 | COSAFA Cup 2019-Endrunde                              | Umlazi (SÄF)       | |
| *   | 29.05.2019 | Komoren                      | 1:2                 | COSAFA Cup 2019-Endrunde                              | Umlazi (SÄF)       | |
| *   | 18.07.2019 | Seychellen                   | 1:1                 | Indian Ocean Island Games 2019-Vorrunde               | Curepipe           | |
| *   | 22.07.2019 | Madagaskar                   | 1:1                 | Indian Ocean Island Games 2019-Vorrunde               | Curepipe           | |
| *   | 24.07.2019 | Mayotte                      | 1:0 n. V.           | Indian Ocean Island Games 2019-Halbfinale             | Curepipe           | |
| *   | 26.07.2019 | Réunion                      | 1:1 n. V. 0:1 i. E. | Indian Ocean Island Games 2019-Finale                 | Flacq              | |
| *   | 29.07.2019 | Simbabwe                     | 0:4                 | Afrikanische Nationenmeisterschaft 2020/Qualifikation | Flacq              | |
| *   | 04.08.2019 | Simbabwe                     | 1:3                 | Afrikanische Nationenmeisterschaft 2020/Qualifikation | Bulawayo (SIM)     | |
| *   | 04.09.2019 | Mosambik                     | 0:1                 | Fußball-Weltmeisterschaft 2022/Qualifikation          | Belle Vue Maurel   | |
| *   | 10.09.2019 | Mosambik                     | 0:2                 | Fußball-Weltmeisterschaft 2022/Qualifikation          | Maputo (MOS)       | |
| *   | 09.10.2019 | São Tomé und Príncipe        | 1:3                 | Afrika-Cup 2021/Qualifikation                         | Belle Vue Maurel   | Erstes Länderspiel gegen São Tomé und Príncipe                                                                             |
| *   | 13.10.2019 | São Tomé und Príncipe        | 1:2                 | Afrika-Cup 2021/Qualifikation                         | São Tomé (STP)     | |

## Seit 2020
| Nr. | Datum      | Gegner                | Resultat | Anlass                             | Austragungsort        | Bemerkungen                        |
| --- | ---------- | --------------------- | -------- | ---------------------------------- | --------------------- | ---------------------------------- |
| *   | 16.01.2020 | Burundi               | 1:4      | Bangabandhu-Gold-Cup-2020-Vorrunde | Dhaka (BAN)           |                                    |
| *   | 20.01.2020 | Seychellen            | 2:2      | Bangabandhu-Gold-Cup-2020-Vorrunde | Dhaka (BAN)           |                                    |
| *   | 29.01.2022 | Nepal                 | 0:1      | Freundschaftsspiel                 | Kathmandu (NEP)       | Erstes Länderspiel gegen Nepal     |
| *   | 01.02.2022 | Nepal                 | 0:1      | Freundschaftsspiel                 | Kathmandu (NEP)       |                                    |
| *   | 19.03.2022 | Seychellen            | 0:0      | Freundschaftsspiel                 | Saint-Pierre (MRI)    |                                    |
| *   | 21.03.2022 | São Tomé und Príncipe | 0:1      | Afrika-Cup 2024/Qualifikation      | São Tomé (STP)        |                                    |
| *   | 29.03.2022 | São Tomé und Príncipe | 3:3      | Afrika-Cup 2024/Qualifikation      | Belle Vue Harel       |                                    |
| *   | 11.06.2023 | Pakistan              | 3:0      | Freundschaftsspiel                 | Belle Vue Harel (MRI) | Erstes Länderspiel gegen Pakistan  |
| *   | 15.06.2023 | Dschibuti             | 1:3      | Freundschaftsspiel                 | Belle Vue Harel (MRI) | Erstes Länderspiel gegen Dschibuti |
| *   | 18.06.2023 | Kenia                 | 1:0      | Freundschaftsspiel                 | Belle Vue Harel (MRI) |                                    |